# Kurume Best Amenity International Women's Tennis 2011
Il Kurume Best Amenity International Women's Tennis 2011 è stato un torneo professionistico di tennis femminile giocato sul sintetico. È stata la 7ª edizione del torneo, che fa parte dell'ITF Women's Circuit nell'ambito dell'ITF Women's Circuit 2011. Si è giocato a Kurume in Giappone dal 7 al 15 maggio 2011.

## Partecipanti

### Teste di serie
| Nazionalità   | Giocatrice          | Ranking* | Testa di serie |
| ------------- | ------------------- | -------- | -------------- |
| Giappone      | Junri Namigata      | 109      | 1              |
| Thailandia    | Tamarine Tanasugarn | 130      | 2              |
| Giappone      | Erika Sema          | 179      | 3              |
| Corea del Sud | Lee Jin-a           | 191      | 4              |
| Thailandia    | Nudnida Luangnam    | 218      | 5              |
| Regno Unito   | Katie O'Brien       | 225      | 6              |
| Nuova Zelanda | Sacha Jones         | 228      | 7              |
| Corea del Sud | Kim So-jung         | 237      | 8              |

- Ranking al 2 maggio 2011.

### Altre partecipanti
Giocatrici che hanno ricevuto una wild card:
- Yumi Miyazaki
- Emi Mutaguchi
- Aiko Nakamura
- Yumi Nakano

Giocatrici che sono passate dalle qualificazioni:
- Chinami Ogi
- Akiko Ōmae
- Varatchaya Wongteanchai
- Akiko Yonemura
- Akari Inoue (Lucky Loser)
- Hirono Watanabe (Lucky Loser)

## Campionesse

### Singolare
Rika Fujiwara ha battuto in finale  Monique Adamczak con il punteggio di 6–3, 6–1

### Doppio
Ayumi Oka /  Akiko Yonemura hanno battuto in finale  Rika Fujiwara /  Tamarine Tanasugarn con il punteggio di 6–3, 5–7, [10–8]